# Археология Древней Руси
В «Повести временных лет» призвание варягов во главе с Рюриком датируется 862 годом, а проникновение в Приднепровье и захват Олегом Киева 882 годом. Современные археологические исследования полностью подтверждают датировки летописных источников.

## История

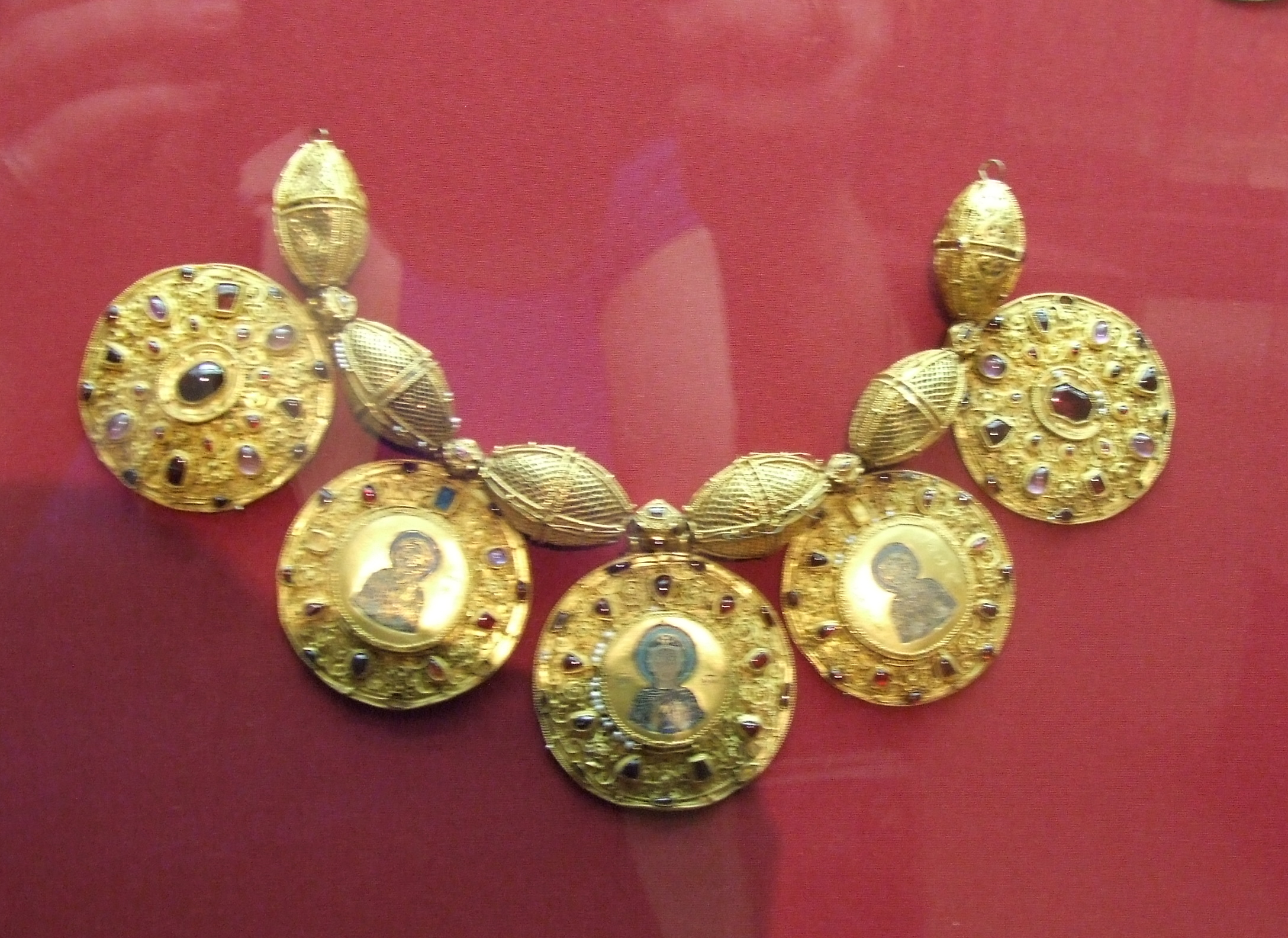
Княжеские бармы найденные в Старой Рязани в 1822 г.

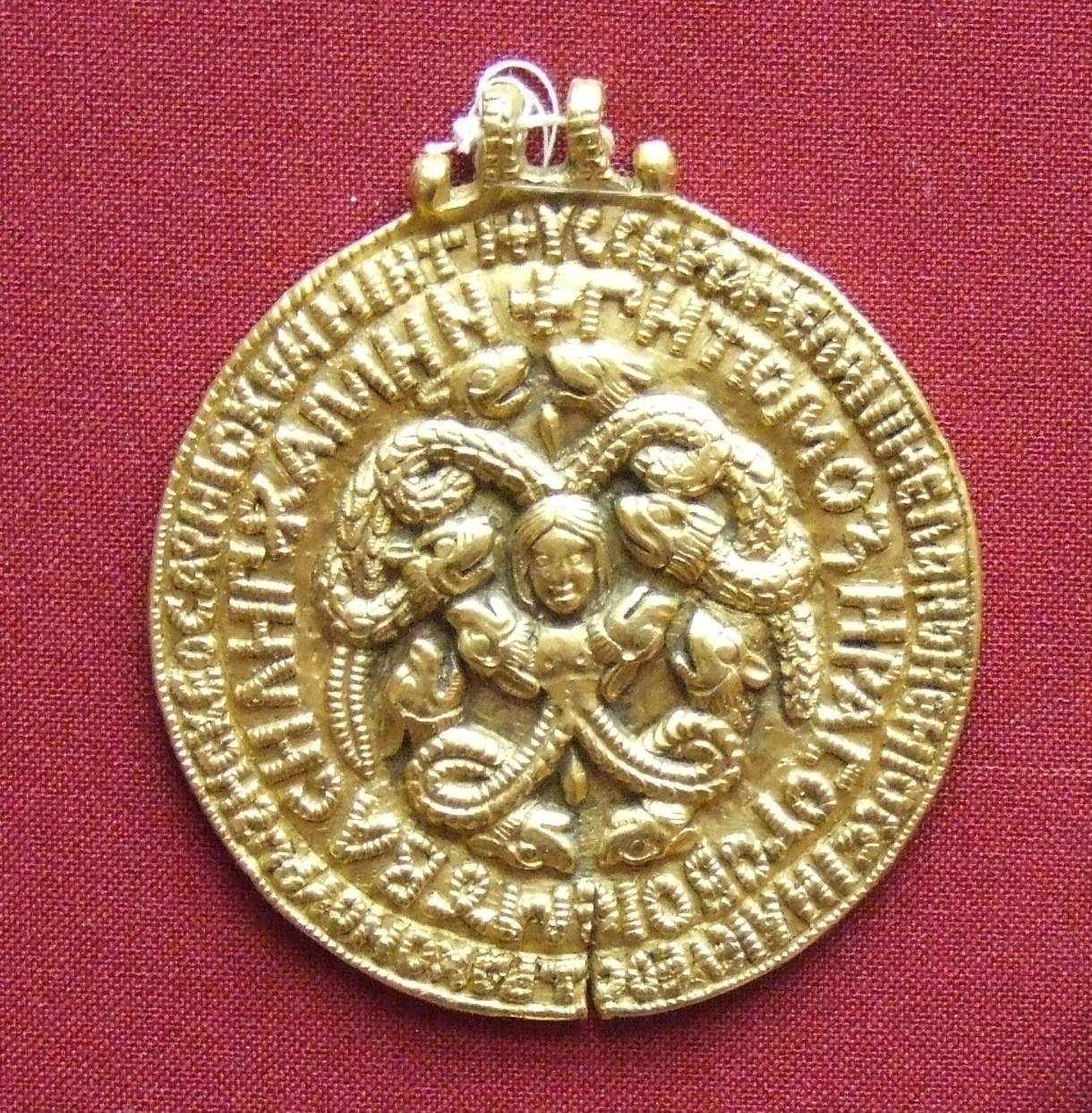
Черниговский медальон

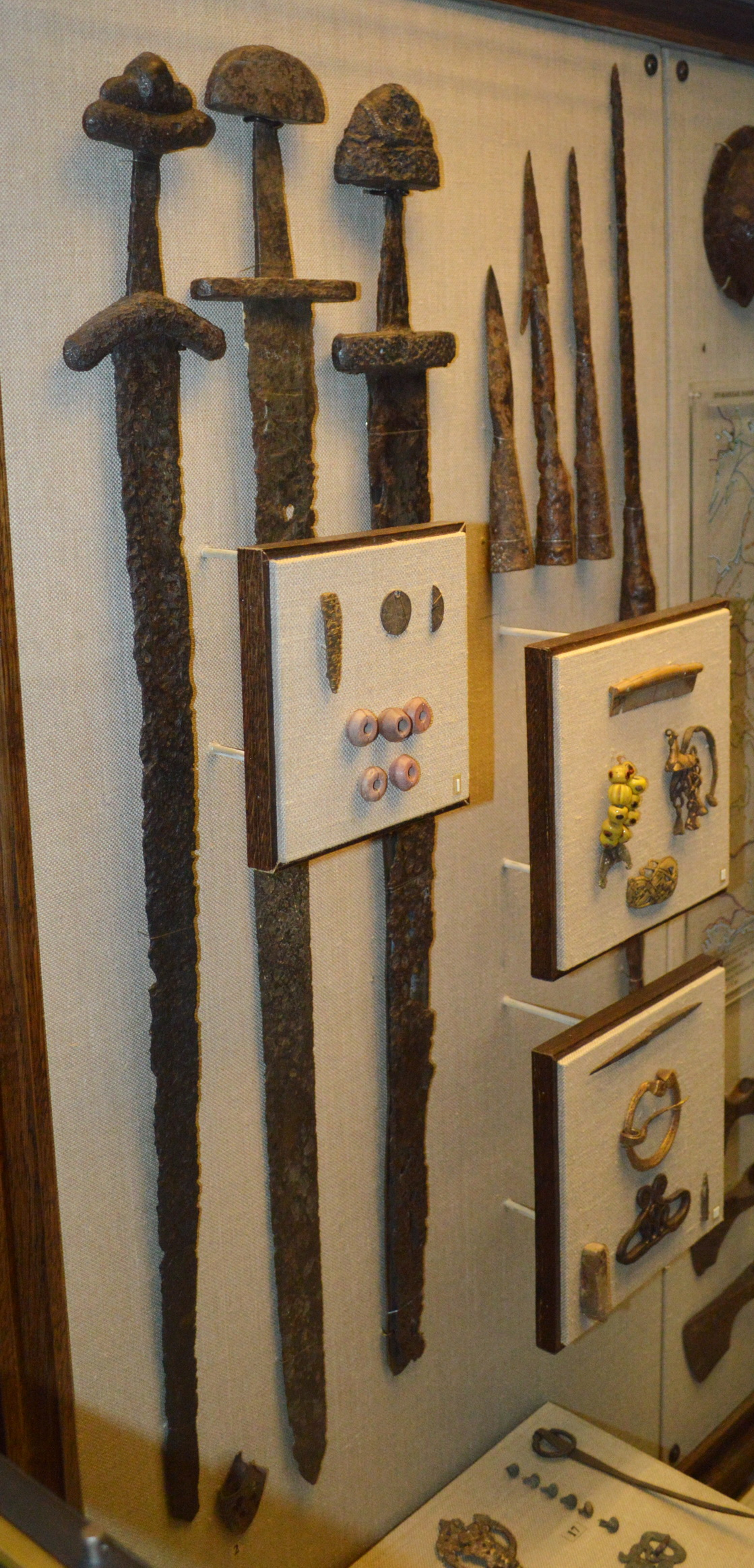

В 1809—1810 годах Константин Бороздин и Александр Ермолаев совершили путешествие по России посетив Старую Ладогу, Тихвин, Белозерск, Вологду, Владимир, Ростов, Киев и Чернигов, во время которого составили альбом древностей в четырёх книгах, содержащих зарисовки, чертежи и планы памятников древнего зодчества.
Одним из первых исследователей дохристианской культуры славян стал Зориан Доленга-Ходаковский, не нашедший поддержки своих взглядов в Польше и приехавший в Петербург в 1819 году. В следуещем году он провёл серию небольших раскопок на сопке Старой Ладоги — «Олегова могила» и городище Великого Новгорода.
Летом 1822 года в селе Старая Рязань крестьянами был обнаружен клад, содержащий элементы великокняжеского одеяния — княжеские бармы конца XII-начала XIII века. С тех пор на территории древней Рязани найдено 17 кладов, содержащих предметы древнерусского искусства. В 1836 году на юго-западной части Старорязанского городища Дмитрий Павлович Тихомиров раскопал руины старого храма, отождетвлённого с Борисоглебским собором, впервые упомянутым в летописи под 1195 годом. В 1840 году были раскопаны руины храма городища Вщиж.
С начала XIX века изучением древней истории Киева занимался М. Ф. Берлинский.
В 1824 году археолог-любитель К. А. Лохвицкий раскопал фундамент киевской Десятинной церкви, а в 1832 году обнаружил руины Златых врат Ярослава. В 1852 году был найден Нежинский клад состоящий из древнерусских серебренников. Со второй половины XIX века раскопками древних курганов на территории Киева занимался Яков Волошинский. Волошинский раскопал свыше полусотни курганов, являющихся христианскими и языческими захоронениями. В конце XIX — начале XX века раскопками в Киеве занимался Д. В. Милеев, И. А. Хойновский, В. В. Хвойка и др. В советское время их работу продолжил М. К. Каргер. В результате раскопок были обнаружены массовые захоронения времён монгольского нашествия в районе Десятинной церкви, а также на Райковецком городище и Колодяжине.
В 1850 году граф Л. А. Перовский возглавил Комиссию для исследования древностей, преобразованную в 1859 году в Императорскую археологическую комиссию. В 1864 году С. Г. Строганов и граф А. С. Уваров основали Московское археологическое общество, проводившее систематические Всероссийские археологические съезды. Во второй половине XIX — нач. XX веков А. С. Уваровым, Н. Е. Бранденбургом, Л. К. Ивановский и другими были произведены раскопки тысяч могильных курганов. В захоронениях были обнаружены предметы быта и погребальных обрядов славянского, и финно-угорского населения. Был раскопан ряд древних курганов, таких как Гнездово, Чёрная могила, Михайловские курганы, Сарское городище, Тимерёвский археологический комплекс, Гочевское городище, Донецкое городище, Гульбище и др. В 1900—1914 годах Н. П. Лихачёв собрал более 600 древнерусских актовых печатей XII—XVI веков на раскопках новгородского Городища. Множество древних артефактов попало в частные коллекции.
В 1919 году Императорская археологическая комиссия была преобразована в Российскую академию истории материальной культуры, а в 1937 году — в Институт истории материальной культуры АН СССР.
В советское время археологическими раскопками и реставрацией памятников древнего зодчества занимались Б. А. Рыбаков, А. В. Арциховский, Н. Н. Воронин, П. А. Раппопорт, Г. М. Штендер, И. А. Столетов и др. Археолог А. Н. Лявданский в 1920 году систематизировал данные о планировке 347 городищ и доказал, что славянские городища — древние поселения, а не места проведения обрядов. В советское время были обследованы новые захоронения, такие как Шум-гора, Труворово городище, Шестовицкий археологический комплекс, Новотроицкое городище, Битицкое городище, Березовецкое городище, Курганы вятичей, Одинцовские курганы, Акатовская курганная группа и др. В 1969 году обнаружен клад на
Супрутском городище. Староладожской экспедицией Института истории материальной культуры РАН при помощи метода дендрохронологии удалось установить возраст древесины, использованной при строительстве древнейших деревянных сооружений поселения. Старая Лагога, как поселение, существовало уже в 753 году.
Советский археолог А. Н. Кирпичников на основе археологических данных разработал систему классификации древнерусских шлемов. В. Л. Янин и П. Г. Гайдуков занимались археологическими изысканиями в области нумизматики и сфрагистики. Результатом их работы стал изданный в 1970 году 2-томник «Актовые печати древней Руси», в котором было представлено 1542 древних печати, из которых к домонгольскому времени относилось 746 печатей, а 796 печатей датировались XIII—XV веками. Т. И. Макарова занималась историей культуры древней Руси.
В 1980-х годах А. В. Куза составил свод из 1327 древнерусских городищ и малых городах X—XIII веков.
К 2000 году археологами было учтено 758 укреплённых городищ домонгольского периода, из них укреплённую площадь до 1 га имели 542 городища; свыше 2,5 га — 115 городищ. Ведущей отраслью сельского хозяйства на Руси было земледелие, для обработки земли использовались рало, соха, плуг и борона. Помимо этого было развито рыболовство и добыча пушнины. В быту широко использовались изделия из кожи и шкур животных — обувь, ремни, конская сбруя, колчаны и щиты. Также было множество костяных изделий в качестве всевозможных ручек, гребней и декоративных элементов. Было развито гончарное дело и металлообработка. Присутствовали и изделия из стекла: бусы, браслеты и перстни. Под византийским влиянием на Руси развилась и техника перегородчатой эмали.

## Вопрос о столице
В большинстве списков «Повести временных лет», включая ипатьевский, первоначальной столицей Рюрика названа Ладога. «Срубиша» крепость в Ладоге, Рюрик через 2 года спускается вниз по Волхову к озеру Ильмень, где в истоке реки основывает «новый город» — Новгород. В традиции же новгородского летописания Рюрик изначально избирает своей резиденцией Новгород, сообщения о закладке им каких бы то ни было городов отсутствуют.
Вопрос о том, какая из двух версий является приоритетной, дискутируется со времён В. Н. Татищева. Наиболее активно тезис о Ладоге как о «первой столице Руси» в новейшее время отстаивали Д. А. Мачинский и Н.А. Кирпичников. В то же время авторы специальных текстологических исследований ПВЛ, А. А. Шахматов и А. А. Гиппиус (равно как Д. С. Лихачёв и В. О. Ключевский), убеждены в первичности новгородского варианта. Сопоставление различных изводов летописи приводит Гиппиуса к выводу о том, что в Начальном своде XI века в качестве столицы Рюрика был указан Новгород, а данные о Ладоге вместе с другими свидетельствами об этом городе были внесены в 1117 г. после поездки летописца к ладожанам. При этом нельзя исключать, что сведения о Рюриковой резиденции в Ладоге были почерпнуты летописцем из разговора с местным посадником из числа потомков Регнвальда Ульвсона и отражают древнюю местную традицию, заслуживающую не меньшего доверия, чем данные киевского Начального свода.

## Поселения

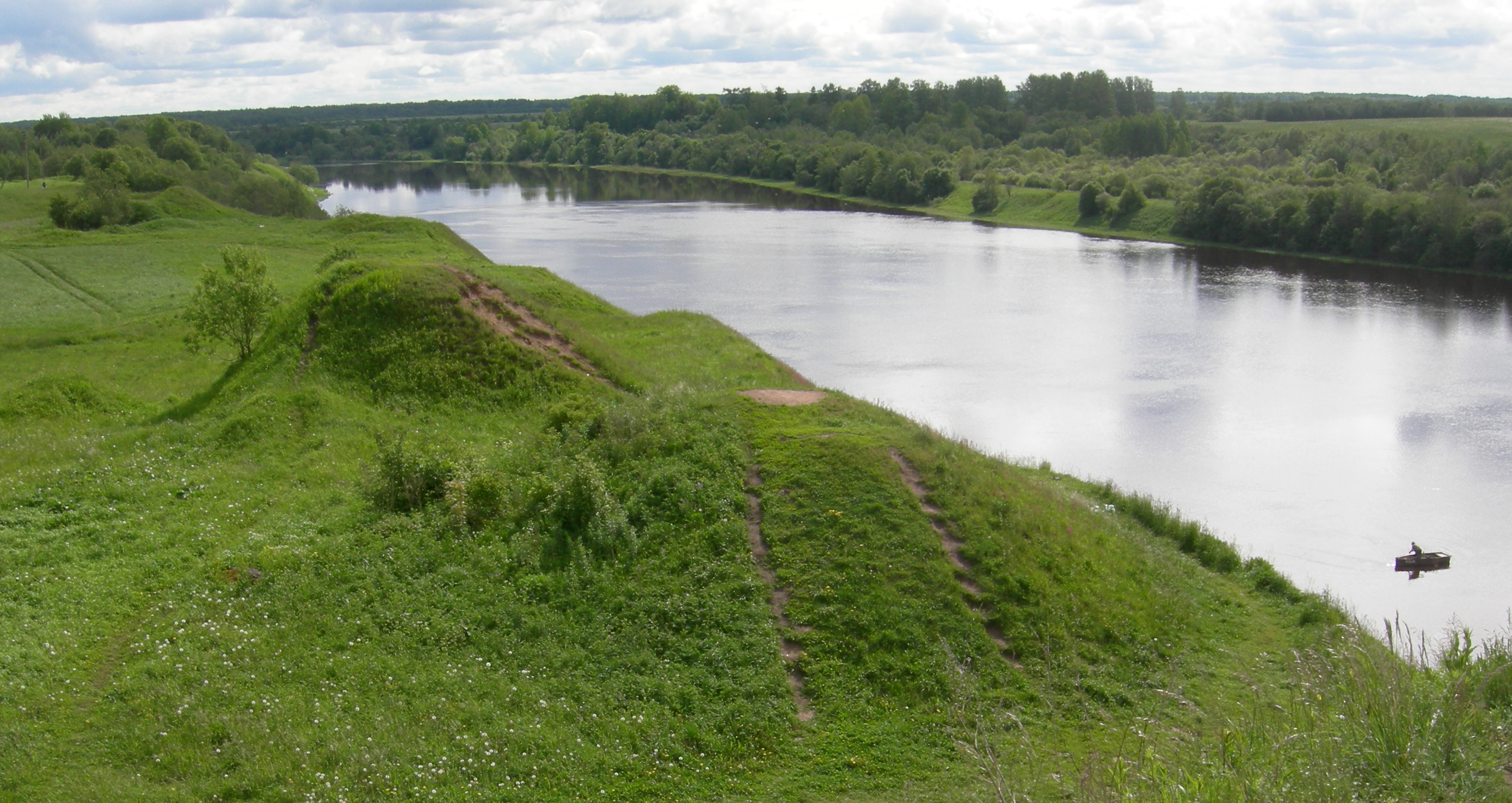
Сопки Поволховья

В VII веке возникло славянское селище на реке Прость. Оно было крупнейшим неукреплённым поселением и, возможно, центром словен в Приильменье в конце 1-го тысячелетия.
С археологической точки зрения Ладога выглядит более предпочтительным кандидатом на роль первой столицы Рюрика, чем названное в XIX веке его именем Городище. Омельян Прицак разрешает спор однозначно в пользу Ладоги как древнейшего города на северо-востоке Европы; археологические свидетельства существования Новгорода (за пределами Городища) в рассматриваемый период отсутствуют.
Зачаточное славянское поселение могло возникнуть на Земляном городище около 700 года или даже ранее. Ладога как поселение скандинавов (по мнению Е. А. Рябинина — готландцев) возникла не позднее середины VIII века. Это было маленькое поселение которое не было торговым, в нём скорее всего проживал один род. Домостроение, металлообработка, всё указывает на скандинавский характер поселения. Но не позднее начала 770-х годов, скандинавское поселение полностью исчезает. Новое население с резко отличной техникой домостроения (дома с отапливаемыми печами-каменками расположенными в углу дома, планированием городов), заселяет данное место. Изменяется техника обработки металлов. Это новое население было славянским, одновременно, поселение становится торговым, ведущим торговлю с арабским Востоком и странами Балтики. Появляются первые клады серебряных монет, древнейший из которых относится к 786 году. Около 780-го года происходит первый пожар, уничтоживший предшествующие постройки, но никаких изменений он не приносит. Около 840 года поселение постигла катастрофа в результате вражеского вторжения. В период около 840 — около 865 годов, значительная часть поселения превращается в пустырь. Другая часть отстраивается в скандинавских традициях североевропейского халле. Норманнское население привносит свои традиции (молоточки Тора и др.). Не позднее 865-го года поселение вновь подвергается полнейшему разгрому. Население вновь становится славянским, но при этом четко видно присутствие иных коллективов. Поселение видимо сильно возрастает в размерах. Несмотря на археологическое фиксирование присутствия норманнов (по артефактам), не было найдено никаких признаков их компактного проживания на данной территории. После пожара около 950-го года (который связывают с приходом на север Руси княгини Ольги (в летописи под 947 г.)) никаких изменений не произошло. Ладога, как крупное поселение, временно прекращает своё существование в течение XI века, после того как там на границе X-XI веков происходит ряд крупных пожаров в результате набегов норвежских ярлов Эйрика (997 г.) и Свейна(1016 г.).
По данным дендрохронологии в 881 году строится так называемый «большой дом», данный дом (как и ряд других таких же домов) как таковым большим домом в североевропейском и скандинавском смысле не является, это просто усадьба крупнее всех остальных, являющаяся одной из первых построек подобного типа типичных для всей древней Новгородской земли (Псков, Белоозеро и т. д.). Подобные дома строились и значительно ранее, один из самых ранних в 811 году (по дендрохронологической дате). Примерно с 850 года по 950 год в урочище Плакун функционировало небольшое обособленное кладбище (по счёту 1940 г. 13 курганов) норманнских пришельцев с нехарактерном для скандинавов бедным погребальным обрядом. С норманнской деятельностью также связывают погребальную камеру сопковидного некрополя Плакун под Ладогой (ок. 900 г.), или, как выразился А. Н. Кирпичников, «стража и двор конунга». На вершине сопки захоронен воин в корабле с конём — ближайшие аналоги такого могильника происходят из Ютландии (район Хедебю).
Некоторые центры Поволховья середины IX века в этот период вовсе не возрождаются (Любшанская крепость, Холопий Городок), другие возрождаются в гораздо более скромном виде (Новые Дубовики). Появляются новые центры, например, Гнёздово, возобновляется активная торговля с Востоком, прерванная межплеменными волнениями 840-х — 865-х годов, когда количество арабских монетных кладов упало до 10 (за 840—859 годы) с 21 (за 820—839 годы) и далее выросло до 23 (за 860—879 годы). В Ладоге, ставшей, по выражению А. Н. Кирпичникова, «кратковременной столицей Верхней или Внешней Руси», на рубеже IX—X веков строится каменная крепость (открыта раскопками 1974—1975 годов):

Постройка эта претендует считаться самым древним каменным сооружением первых веков русской истории. Начало отечественного каменного дела получило, таким образом, новую, можно сказать удивительную по давности, дату своего отсчета. Ведь ничего подобного не было в то время ни в славянской Восточной Европе, ни в странах Балтийского бассейна.— А. Н. Кирпичников
Среди многочисленных подобных центров Поволховья-Поладожья Ладога выделяется присутствием норманнского элемента. Основным конкурентом Ладоги долго была Любшанская крепость, на которой не отмечено присутствия скандинавского элемента. Она была возведена на рубеже VI—VII веков, как острог финно-угорских племён на месте более древнего поселения, около 700 года перестроена на каменном основании и прекратила своё существование к X веку вследствие изменения гидрологического рельефа местности. Ближайшие аналоги Любшанской крепости находятся в Центральной Европе, в ареале расселения западных славян — от Дуная до Польского Поморья. На рубеже VI—VII веков на месте древней стоянки появляется деревянный острог на валу. Примерно к началу VIII века острог сожжён, предположительно славянами. В начале VIII века на месте финского острога строится каменно-земляная Любшанская крепость, характер сооружения которой позволяет отнести её к постройке западно-славянского типа. Во 2-й половине IX века, ещё до образования Киевской Руси, Любшанская крепость прекращает существование. По одной из версий, её оставили из-за изменения гидрологического режима в регионе — Ладожское озеро понижает уровень и отступает к северу, речка Любша мелеет. В результате крепость потеряла своё значение сторожевого поста на Волхове, которое переходит к Ладоге.
Рюриково Городище возникает не позднее конца 860-х годов. В Городище строится хлебопекарная печь, дендрохронологически датируемая по забору 889—896 годами, имеющая полные аналоги в Гданьске и Щецине. Что непосредственно свидетельствует об прямых связях со славянским южнобалтийским регионом. Представлены (около 0,5—1 % от всех находок) и скандинавские вещи, одновременно присутствует ещё большее количество керамики и наконечников стрел имеющие корни в западнославянских культурах.
VIII веком датируется появление на Веряже в Приильменье укреплённых поселений Георгий и Сергов Городок, имевших аналогии по характеру своего устройства и топографии с поселениями западных славян.
Находки учёных, сделанные на реках и озёрах северо-запада России, не подтверждают норманнскую теорию возникновения Руси. Найденные лодки скорее похожи на древнегерманские, при этом учёные не нашли ни одного скандинавского килевого судна. Среди 500 обнаруженных затонувших кораблей большинство составляют струги — выдолбленные лодки с наращенными бортами, а также два вида плоскодонных судов типа «река-море».

## Клады арабских и византийских монет
В 780-х возникает Волжский торговый путь: первые находки арабских серебряных дирхемов датируются этим десятилетием (древнейший клад в Ладоге датируется 786 годом). Число ранних кладов (до 833 г.) на территории будущей Новгородской земли сильно превышает количество аналогичных кладов в Скандинавии, то есть изначально Волго-Балтийский путь обслуживал местные потребности. А основные потоки арабских дирхемов через бассейн Дона, Верхнего Днепра, Немана и Западной Двины поступали в Пруссию и Южную Балтику, а также на острова Рюген, Борнхольм и Готланд, где обнаружены самые богатые в регионе клады того времени.
В середине IX века через Ладогу арабское серебро стало поступать также в Среднюю Швецию. После пожара Ладоги около 860-го года примерно на десятилетие прерывается поступление серебра в Швецию и на остров Готланд.
Согласно исследованиям Т. Нунана во 2-й половине IX века количество кладов восточных монет на Готланде и в Швеции возросло в 8 раз по сравнению с 1-й половиной, что свидетельствует об установлении и стабильном функционировании торгового пути из Северной Руси в Скандинавию. Клады того времени найдены в Новгородской земле (водный путь Волхов—Нева), по Западной Двине, по Оке и верхней Волге.
В исследовании Т. Нунана учитывались 82 клада VIII—IX вв. (1992 г.), А. Н. Кирпичникова (2002 г.) — 7 кладов VIII в. (1156 монет) и 75 кладов IX в. (22551 монета), В. Н. Седых (2003 г.) — 4 клада 780—799 гг. (986 монет) и 72 клада 800—899 гг. (24636 монет), И. В. Петрова (2011 г.) — 179 кладов (в том числе 135 восточноевропейских) и 34017 монет до 900 г.
Волжский торговый путь связывал северную Русь с Волжской Булгарией и Каспием.
Один из ранних кладов, найденных в Петергофе (младшая монета датируется 805 годом), содержит большое число надписей-граффити на монетах, по которым стало возможным определить этнический состав их владельцев. Среди граффити единственная надпись на греческом языке (имя Захариас), скандинавские руны и рунические надписи (скандинавские имена и магические знаки), тюркские (хазарские) руны и собственно арабские граффити.
В лесостепи между Доном и Днепром в 780-е — 830-е годы чеканились местные монеты — т. н. «подражания дирхемам», имевшие хождение среди славян волынцевской культуры (позднее роменская и боршевская) и алан салтовско-маяцкой культуры верховий Северского Донца. Через эту же территорию проходил наиболее интенсивный поток дирхемов раннего периода (до 833 года). Здесь по мнению ряда историков располагался центр Русского каганата в первой половине IX века. В середине IX века чеканка местных монет прекратилась после разгрома этого центра венграми, по версии Е. С. Галкиной, относящей к этому времени и приход венгров под Киев. Другие исследователи связывают конец салтово-маяцкой культуры (как и уход венгров на запад) с вторжением печенегов на рубеже IX-X веков.
Датировка кладов по-разному трактуется исследователями. Одни (Янин В. Л., Цукерман К.) считают увеличение количества монет в кладах признаком активизации торговли на соответствующем направлении, а сокращение — признаком упадка торговли, в том числе по причине блокирования торговых путей. Противоположная версия (Седых В. Н., Толочко П. П.) заключается в том, что клады «в период экономического упадка помещались в землю „до лучших времён“». В частности, первая точка зрения лежит в основе версии о том, что торговый «путь из варяг в греки» в IX веке ещё не функционировал, будучи перекрыт кочевниками-венграми, и в основе сдвига датировки межплеменной войны на севере Руси и последующего призвания Рюрика на несколько десятилетий вперёд относительно датировки «Повести временных лет». Между тем Седых В. Н. связывает северные клады 860—870-х годов именно с межплеменной войной, указывая, что большинство содержащихся в них монет попали на Русь в предшествующий период. Кроме того, функционирование торгового пути Днепр—Чёрное море (и далее Дон—нижняя Волга—Каспий) подтверждается первоисточниками уже для IX века (Ибн Хордадбех, «Книга путей и стран»).

## Связи с западными славянами
Археологические находки, сделанные в XX веке в Пскове, Новгороде, Русе, Ладоге и др., свидетельствуют о тесной связи населения севера Древней Руси со славянским южным берегом Балтики — с поморскими и полабскими славянами. В период раннего Средневековья южнобалтийские славяне переселялись в земли, соответствующие северу будущей Руси. Об этом говорят как археологические, так и антропологические, краниологические и лингвистические исследования. Велик удельный вес керамики южнобалтийского облика (фельдбергской и фрезендорфской) среди других керамических типов и прежде всего «в древнейших горизонтах культурного слоя» многих памятников Северо-Западной Руси (Старой Ладоги, Изборска, Рюрикова городища, Новгорода, Луки, Городка на Ловати, Городка под Лугой, неукреплённых поселений — селища Золотое Колено, Новые Дубовики, сопки на Средней Мсте, Белоозера и др.). Так, на посаде Пскова она составляет более 81 %. В Городке на Ловати — около 30 %. В Городке под Лугой её выявлено 50 % из всей достоверно славянской. Эта посуда не является привозной, она производилась на месте, о чём говорит как объём её присутствия, так и характер сырья, шедшего на её изготовление. В целом для времени X—XI веков в Пскове, Изборске, Новгороде, Старой Ладоге, Великих Луках отложения, насыщенные южнобалтийскими формами, представлены, по оценке С. В. Белецкого, «мощным слоем». В. В. Седов писал о краниологическом материале северной Руси: «Ближайшие аналогии раннесредневековым черепам новгородцев обнаруживаются среди краниологических серий, происходящих из славянских могильников Нижней Вислы и Одера. Таковы, в частности, славянские черепа из могильников Мекленбурга, принадлежащих ободритам». Учёный отмечал, что к тому же типу относятся и черепа из курганов Ярославского и Костромского Поволжья, активно осваиваемого новгородцами. Антропологические исследования, проведённые в 1977 году Ю. Д. Беневоленской и Г. М. Давыдовой среди населения Псковского обозерья, отличающегося стабильностью (малое число уезжающих из деревень) и достаточно большой обособленностью, показали, что оно относится к западнобалтийскому типу, который «наиболее распространён у населения южного побережья Балтийского моря и островов Шлезвиг-Гольштейн до Советской Прибалтики…».
В Приладожье и в самой Ладоге (с самого раннего периода) в VIII—IX веках распространяется лепная керамика так называемого «ладожского типа», имеющая южнобалтийское происхождение. В IX веке керамика «ладожского типа» распространяется в Приильменье.
В Скандинавии такой тип керамики появляется позднее (в средний период «эпохи викингов»), чем в Приладожье и встречается редко. Причём похожая керамика найдена в Средней Швеции только в Бирке и на Аландских островах, а в погребениях встречена только при трупосожжениях, то есть связана с переселенцами из Южной Балтики.
Данные антропологии также свидетельствуют о некоторых переселениях балтийских славян в VIII—IX веках.
В ряде современных геногеографических исследований гаплотипов мужчин, принадлежащих к Y-хромосомной гаплогруппе R1a, прослеживается отдельная ветвь, распространённая среди лиц, происходящих из Северной Польши, Восточной Пруссии, Прибалтики, северо-западных областей России, Южной Финляндии, которую возможно сопоставить с потомками балтийских славян.
Д. К. Зеленин обратил внимание на балтославянские элементы в говорах и этнографии новгородцев. Исследователь пришёл к выводу, что близость в языке и чертах народного быта новгородцев и балтийских славян можно объяснить лишь фактом переселения последних на озеро Ильмень. Это переселение, по мнению Зеленина, произошло так рано, что до летописца XI века «дошли лишь глухие предания об этом». С. П. Обнорский отметил западнославянское воздействие на язык Русской Правды, объясняя это тем, что в Новгороде были живы традиции былых связей со своими сородичами. В середине 1980-х годов А. А. Зализняк, основываясь на данных берестяных грамот, отразивших разговорный язык новгородцев XI—XV веков, пришёл к выводу, что древненовгородский диалект отличен от юго-западнорусских диалектов, но близок к западнославянскому, особенно севернолехитскому. В. Л. Янин подчеркнул, что «поиски аналогов особенностям древнего новгородского диалекта привели к пониманию того, что импульс передвижения основной массы славян на земли русского Северо-Запада исходил с южного побережья Балтики, откуда славяне были потеснены немецкой экспансией». Эти наблюдения «совпали с выводами, полученными разными исследователями на материале курганных древностей, антропологии, истории древнерусских денежно-весовых систем и т. д.». Особые лексические связи древненовгородского диалекта были с нижнелужицким, кашубским и полабским языками, которые заметно превышали связи других восточнославянских диалектов с не восточнославянскими.
В то же время ряд учёных считают отмеченные сходства не свидетельствами контактов, а общими архаизмами. Концепция лингвистических влияний западнославянского языка на речь новгородцев, которые предполагал лингвист А. А. Зализняк в 1988 году, была подвергнута критике О. Н. Трубачевым, В. Б. Крысько и Х. Шустер-Шевцем, поскольку те же архаизмы имеются и у балканских славян и в некоторых других регионах, и в дальнейшем не поддержана самим Зализняком. Кроме того, если бы указанная керамика и диалектные влияния были маркерами варягов, эти маркеры имелись бы уже в IX веке в Смоленске, Киеве и Чернигове.